# Přibyslav zastávka
Přibyslav zastávka je železniční zastávka na dvojkolejné elektrifikované trati Havlíčkův Brod – Brno (v jízdním řádu pro cestující číslo 250). Na téže trati se na území města Přibyslavi nachází ještě zdejší železniční stanice.

## Popis zastávky
Zastávka se nachází v západní části města Přibyslavi na východní straně Hesova. Je situována téměř v severojižním směru. Je přístupná z místní komunikace, po které je vedena autobusová linka (autobusová zastávka je u mlékárny ve 400 metrů vzdáleném Hesově) a též cyklistická trasa číslo 19.
Zastávka je vybavena jen přístřeškem a je neobsazená. V roce 2014 zde zastavovaly osobní vlaky (Kolín) – Havlíčkův Brod – Žďár nad Sázavou.